# W- och Z-bosoner
W- och Z-bosonerna är de elementarpartiklar som tillsammans bär den svaga växelverkan. W-bosonen kan ha en positiv eller negativ laddning av 1 elementarladdning och de är varandras antipartikel, därav W+ och W−. Z-bosonen är en neutral partikel som är sin egen antipartikel. Dessa tre partiklarna har en spinn av 1 och har väldigt korta livslängder, kring 3×10−25 s. När neutrinos interagerar med dessa bosoner sprids de, detta sker där partikeln har en oförändrad rörelse, via Z-bosonen och oelastiskt, där rörelsen påverkas, via W-bosonen.

## W-boson
W-bosonen kan ändra smaken på en kvark inuti en hadron. Denna är mekaniken bakom radioaktivitet. W-bosonen kan förfalla till en lepton och en neutrino, eller till upp-typ (positiv laddning) och en ned-typ (negativ laddning) typ av kvark.

## Z-boson
Z-bosonen interagerar och skickas mellan neutriner.
Z-bosonerna förmedlar bara rörelsemängd, spinn och energi, alltså ändrar inte bosonen några kvantmekaniska egenskaper. Z-bosonen förfaller till en fermion och dess antipartikel som snabbt annihilerar varandra och skapar elektromagnetisk strålning.